# Verzögerungsgefecht

Blockbild Verzögerungsgefecht Abnutzungsphase

Blockbild Verzögerungsgefecht Truppeneinteilung

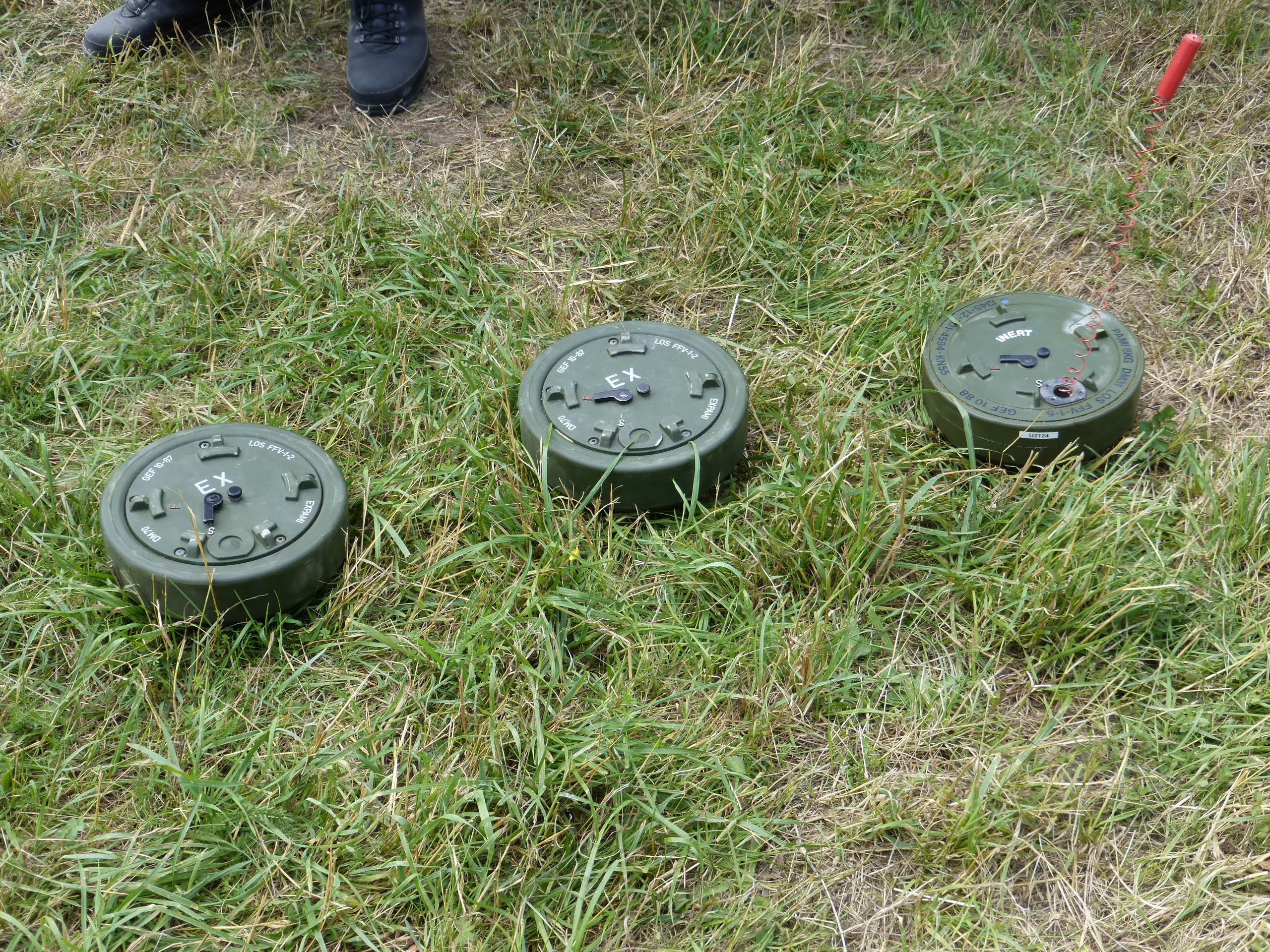
Panzerabwehrminen der Bundeswehr aus schwedischer Produktion: rechts DM31 (inerte Übungsversion), Mitte und links Exerziermine DM70. Der rote Signalkörper an der DM31 zeigt an, dass sich die Mine nach Ablauf einer bestimmten Zeit selbst entschärft hat.

Das Verzögerungsgefecht (engl. Delaying Operation) ist eine Operationsart, die insbesondere bei quantitativer Überlegenheit des Gegners zum Tragen kommt. Während des Ersten Weltkrieges kam beispielsweise in der Schlacht von Verdun die Verzögerung bei der verschleierten Zurücknahme deutscher Truppenteile und dem Ausbau neuer Stellungen zum Einsatz. Weitere historische Verzögerungsgefechte waren die Verteidigung Tsingtaus im Jahr 1914, 1648 die Schlacht bei Zusmarshausen und der Appomattox-Feldzug von 1865. Dieses taktische Konzept einer beweglichen Kampfweise fand insbesondere während der Operationsplanungen des Kalten Krieges bei der Bundeswehr Verwendung, um im Zuge des Gefechtes der verbundenen Waffen der hohen numerischen Überzahl der Warschauer-Pakt-Truppen begegnen zu können. Auch heute spielt das Verzögerungsgefecht in den NATO-Manövern eine zentrale Rolle. In einem modernen Landkrieg können sich lageabhängig die einzelnen Gefechtsarten Verteidigung, Verzögerung und Angriff/Gegenangriff im schnellen Wechsel ablösen, und/oder ineinander übergehen. Das Verzögerungsgefecht gehört zu den anspruchsvollsten Gefechtsarten, welches den Truppenführern ein hohes Maß an Koordination abverlangt.

## Ziele
Zu den Zielen des Verzögerungsgefechtes gehören:
- Zeitgewinn durch gezielte Aufgabe von Räumen. Das Verzögerungsgefecht ist in der Regel vor dem Vorderen Rand der Verteidigung (VRV) angesetzt, um den Hauptkräften, die Möglichkeit zu geben, sich zur Verteidigung einzurichten
- Vorstoß des Feindes wird verlangsamt und durch Auffang- bzw. Wurfminensperren in eine bestimmte Richtung gezwungen. Der Angriff des Feindes wird “kanalisiert”
- Feindliche Panzer- und Infanteriekräfte werden gezielt durch Feuer und Bewegung und anschließendes Ausweichen in Wechselstellungen abgenutzt
- Eigene Kräfte werden geschont, indem die Deckungskräfte durch Verzögerung den Vorstoß des Gegners verlangsamen und dadurch den Hauptkräften die Möglichkeit geben, sich zur Verteidigung einzurichten
- Feindliche Panzerverbände werden durch das Verzögerungsgefecht frühzeitig zur Entfaltung[4] und zur Preisgabe ihrer Schwerpunkte gezwungen und können daher leichter bekämpft und vernichtet werden
- Das Verzögerungsgefecht sucht keine Entscheidung, sondern schafft die Voraussetzung für einen eigenen Gegenangriff aus der Tiefe

## Prinzip
Das Verzögerungsgefecht findet in der, im Vorfeld bereits erkundeten, Verzögerungszone, meist vor dem VRV, also der eigentlichen Verteidigungslinie, statt. Der Verzögerungsraum, der im vorderen Abschnitt meist durch Feldposten oder stehende Spähtrupps gesichert ist, besteht aus mehreren Verzögerungslinien (VZL), in der eine zeitlich begrenzte Verteidigung der Deckungstruppen stattfinden soll. Das Verzögerungsgefecht wird meist von einem Panzer- oder Panzergrenadierbataillon geführt, welche im Rahmen der übergeordneten Brigade oder als gesonderter Verzögerungsverband eingesetzt wird. Während des Kalten Krieges bestand ein typischer Verzögerungsverband (VzgVbd) häufig, je nach Auftrag, aus einem verstärkten Panzeraufklärungsbataillon, dem Panzergrenadier-, Panzerpionier-, Artillerie-VB und RASIT- oder PARA-Radartrupps zur Gefechtsfeldaufklärung unterstellt waren. Die Wirkung des Verzögerungsgefechtes kommt durch Anlegen von Hinterhalten, Feuer und Bewegung planmäßig ausweichender eigener Truppen, sowie durch bewachte Sperren zustande. Der Verteidigungsabschnitt einer Brigade umfasst rund 25 km Tiefe und 15 km Breite in ihrem Gefechtsstreifen, der einer Verzögerungszone für die Deckungskräfte in etwa 10 km vor dem VRV.

## Beispiel
„Grenzsicherung sowie Aufnahme des Verzögerungsgefechtes in der ‚Verzögerungszone‘ durch sogenannte ‚Deckungskräfte‘ (Covering Forces), um Zeit für den Aufmarsch der Hauptkräfte zu gewinnen; der Geländegewinn des Angreifers soll hierbei möglichst gering gehalten werden.“

Im GDP von NORTHAG waren für den V-Fall mehrere Verzögerungsgefechte vorgesehen. Das niederländische Korps, verstärkt durch Verzögerungskräfte der Bundeswehr, erhielt den Auftrag, für 24 Stunden zwischen der Zonengrenze und dem Elbe-Seitenkanal zu verzögern, während die Masse des NL-Korps Verteidigungsbereitschaft am ESK herstellte. Der Kräfteansatz hierzu bestand aus der 41. NL-PzBrig und Teilen der 3. Panzerdivision Buxtehude. Dabei wären Spähzüge des PzAufklBtl 3 Lüneburg schon in früher Phase direkt auf feindliche Aufklärer der 5. NVA-Armee gestoßen. Das I. britische Korps, als rechter Nachbar des I. dt. Korps, hatte den Auftrag, mit zwei Panzerbrigaden auf 70 Kilometern Breite zwischen innerdeutscher Grenze und VRV zu verzögern. Auch das I. DE-Korps mit Gefechtsabschnitt in der Lüneburger Heide verzögerte mit zwei Brigaden auf 80 Kilometern Breite. Im Nordsektor die PzGrenBrig 32 als VzgVbd der 11. Panzergrenadierdivision und im Süden die verstärkte PzBrig 2 der 1. Panzerdivision. Korpsreserve hierbei waren die PzLehrBrig 9 aus Munster und die Luftlandebrigade 27, so lange bis die 3. PzDiv vollständig verfügbar war.

## Ablauf
Zu den Vorbereitungen der Verzögerung gehört die Lagefeststellung, was die Beurteilung der eigenen und der Feindlage beinhaltet. Danach wird die Truppenteilung des Verzögerungsverbandes und die Feuerregelung für unterstützende Steilfeuerwaffen (Mörser und Artillerie) vorgenommen. Die geplante Verzögerungszone wird in mehrere Verzögerungslinien (VZL) unterteilt, an denen Panzer-, Panzeraufklärungs- oder Panzergrenadierkompanien Stellung (vorgeschobene Stellungen und Stellungen in der Tiefe) bezogen haben, wobei ein oder mehrere Schwerpunkte gebildet werden können. Die VZL erhalten zeitliche Markierungen, für die ein Ausweichen in die vorbereitete Wechselstellung vorgesehen ist. In einem bestimmten Abstand zu den vorderen Kampftruppen befinden sich die Feuerstellungsräume der Panzerartillerie. Weiter in der Tiefe befindet sich der Verfügungsraum (VfgR) der operative Reserve, meist ein Panzerverband, der sich für einen Gegenangriff in die Flanke des Gegners bereitzuhalten hat. Nähern sich Vorausabteilungen eines feindlichen Panzer- oder Mot-Schützenverbandes, so wird ein zeitlich begrenzter Feuerkampf geführt. Anschließend weicht der eigene Truppenteil kämpfend in einem Zug oder überschlagend in die nächste/übernächste Wechselstellung aus. Das Kräfteverhältnis des Feindes wird durch den so geführten Abnutzungskampf sukzessiv reduziert. Ziel soll es sein, dass die gegnerische Kampfkraft deutlich vermindert wird, bevor sie vor dem eigenen VRV ihre volle Wirkung entfalten kann. Das Ausweichen in die Wechselstellung erfolgt häufig durch Gassen eigener Auffang-/Wurfminensperren. Durch Wurfminensperren erleiden die Panzerverbände des Feindes weitere Verluste an Gefechtsfahrzeugen und werden in bestimmte Richtungen „kanalisiert“, wo sie weiterhin von Panzerjägern, Panzerabwehrhubschraubern und Erdkampfflugzeugen gezielt bekämpft werden. Für den Verzögerungsverband endet das geführte Verzögerungsgefecht an einer Aufnahmelinie in der Nähe des VRV, wo sie von der eigenen Stellungstruppe aufgenommen wird. Aufgrund knapper personeller Ressourcen war in der Zeit des Kalten Krieges lediglich eine „Auffrischung“ des Verzögerungsverbandes und der nächste Auftrag als Folgeeinsatz vorgesehen. Teilweise war sogar der taktische Einsatz von Atomminen (ADM – Atomic Demolition Munition) im Verzögerungsgefecht vorgesehen.

## Kritik
Zeitansätze für das Verzögerungsgefecht von NATO-Verbänden waren zur Zeit des Kalten Krieges häufig nicht realistisch. 24 oder mehr Stunden des hinhaltenden Kampfes erschienen aufgrund von Manövererfahrungen und Simulationen angesichts eigener knapper Ressourcen und einer großen quantitativen Überlegenheit des angreifenden Warschauer Paktes als kaum praktikabel. Ein Zeitansatz von maximal acht Stunden erschien eher den realen Bedingungen eines Großgefechtes mit Verbundenen Waffen zu entsprechen. Diese kurze Periode wäre jedoch als äußerst kritisch anzusehen, denn sie hätte in den meisten Fällen nicht dazu ausgereicht, um der Hauptmasse der Verteidiger am VRV aufmarschieren und Gefechtsbereitschaft herstellen zu lassen. Somit wäre die Verteidigung bei einem massiven Panzervorstoß schon in der Anfangsphase rasch zusammengebrochen.